# Nocturnal Breed
Nocturnal Breed est un groupe de thrash metal norvégien. Le groupe est formé au cours de l'année 1996 à Oslo, en Norvège. Nocturnal Breed est surtout connu pour avoir eu dans la formation des membres de groupes désormais renommés (comme Astennu, Silenoz et Nagash, qui sont ou ont été membres du groupe de black metal symphonique  Dimmu Borgir).

## Biographie
Le groupe est formé en 1996 par le chanteur et bassiste S. A. Destroyer (Gehenna, Satyricon) et le guitariste Ed « Silenoz » Damnator (Dimmu Borgir). Dans les mois qui suivent les enregistrements de leur démo, certaines de leurs chansons apparaissent sur diverses compilations. Le groupe parvient à signer avec le label Hammerheart Records pour y publier son premier album studio, Aggressor en octobre 1997. L'album est enregistré aux Gordon Studios à Oslo, où le guitariste Astennu et le batteur Rick Hellraizer assisteront à la session. Cette sortie suit par une tournée en Europe en automne, avec Emperor et Bal-Sagoth. La tournée fait participer le guitariste Axeman I. Maztor et le batteur Andy Michael.
Après la tournée, le groupe travaille sur un nouvel album. Entretemps, ils publient l'EP Triumph of the Blasphemer chez Hammerheart Records EP en 1998, qui a été enregistré en direct de la tournée (y compris la reprise de la chanson Evil Dead de Death), et comprend des enregistrements inédits avec Agressor, et une reprise de I’m Alive de W.A.S.P.. Peu de temps après, le batteur Andy Michaels est remplacé par Tex Terror. Au printemps 1998, le groupe enregistre aux Gordon Studios leur deuxième album, No Retreat, No Surrender, et sort l'album la même année sur Hammerheart Records. Après les enregistrements, Ed Damnator quitte le groupe et est remplacé par Ben Hellion, un ami de longue date de S. A. Destroyer. En soutien à l'album, le groupe effectue une nouvelle tournée européenne, qui est elle-même peu financée et soutenue par Hammerheart Records. Après la tournée, le groupe enregistre pendant trois mois aux Gordon Studios son troisième album The Tools of the Trade, publié à la fin de 2000 au label américain Holycaust Records. L'album n'est pas publié en dehors des États-Unis, et le contrat avec le label s'essouffle rapidement.
Painkiller Records, un label belge, prend connaissance du groupe, et réédite l'album The Tools of the Trade. Le label publie également en 2005, un coffret intitulé The Remasters qui comprend tous les titres de l'album remasterisés, avec une nouvelle couverture et dix chansons bonus. I. Maztor, qui quitte le groupe en 2001, est remplacé par le guitariste Tom Thrawn de Dødheimsgard. En raison de conflits avec les membres, il quitte le groupe en 2005 et est remplacé par A. E. Rattlehead. Quelques semaines plus tard la bande, le groupe se met à écrire un nouvel album. Ils publieront Fields of Rot chez Agonia Records en 2007. En 2014, le groupe publie un nouvel album intitulé Napalm Nights.

## Style musical
Le groupe joue un thrash et black metal classique, accompagné d'éléments de rock n roll. Leur thrash metal s'oriente vers les années 1980, dans la veine de groupes comme Sodom, Destruction, Vulcano et Sarcófago.

## Membres

### Membres actuels
- S. A. Destroyer - chant, basse (depuis 1996)
- Axeman I. Maztor - guitare (1997-2001, depuis 2011)
- Tex Terror - batterie, chant (depuis 1998)
- V. Fineideath - guitare (depuis 2010)

### Anciens membres
- C. Demon - guitare (1996)
- Ed Damnator - guitare, basse (1996-1998)
- Bitch Molester - claviers (1996)
- Andy Michaels - batterie (1997)
- B. Hellion - guitare (1998-2010)
- Tom Thrawn - guitare (2002-2005)
- A. E. Rattlehead - guitare (2005-2011)

## Discographie

### Albums studio
- 1997 : Aggressor
- 1998 : No Retreat... No Surrender
- 1999 : The Tools of the Trade
- 2007 : Fields of Rot
- 2014 : Napalm Nights

### Démos et EP
- 1997 : Raping Europe
- 1998 : Triumph of the Blasphemer
- 2004 : Motörmouth
- 2004 : Überthrash
- 2005 : Überthrash II

### Compilations
- 2005 : Remasters
- 2005 : Black Cult